# Gaston Camara
Gaston Camara (Port Kamsar, 1996. május 31. –) guineai labdarúgó, a portugál Gil Vicente középpályása, kölcsönben az olasz Internazionale csapatától.